# 李神符
李神符（579年—651年），字神符，唐高祖李渊的八叔李亮的儿子。淮安王李神通之弟。唐朝宗室，封襄邑郡王，谥曰恭。

## 生平
李神符少年丧父，事兄李神通谨。唐高祖兴兵，李神符留长安，为衛文昇所囚。京师平定，封安吉郡公。唐高祖受禅，封襄邑郡王，迁并州总管。
武德四年（621年），李神符在汾水东面抵御突厥颉利可汗寇边，斩首五百级，获马二千。又战于沙河之北，缴获其乙利达官并颉利可汗所乘之马与铠甲，献捷长安，被拜为太府卿。武德九年（626年），迁任扬州大都督，从丹杨度长江，治隋朝江都故郡。他少于威严，不为下属所畏。
贞观元年（627年），李神符从扬州回到京城任将作大匠兼散骑常侍，不久改任宗正卿，加光禄大夫，后因病辞职。唐太宗以他是宗室重臣，亲自到他府邸看望，赏赐财物与羊酒。李神符有脚疾，每次入宫议事太宗都叫人用小舆抬他入内。贞观二十三年（649年），又下诏授开府仪同三司。永徽二年薨逝，年七十三岁，赠司空、荆州都督，陪葬唐高祖献陵。

## 李神符碑
李神符碑书于唐高宗永徽二年(651年)，立于陕西三原县唐高祖献陵内的李神符墓前。碑文为隶书，殷仲容所书。

大唐司空开府仪同三司扬州荆州二大都督并州大总管上柱国襄邑恭王之碑铭

　　窃惟丽天凝景，藩卫纪其躔次；括地分区，侯王胙其疆域。巨唐经纶帝业，光启灵图，茂功延赏，弘以〇〇之〇。〇〇〇〇，〇〇〇〇之〇，其有绩宣〇〇〇〇龙旂，兼重望于亲贤，树英猷于家国者，其在襄邑王乎！王讳神符，字神符，陇西成纪人也。景皇帝之孙，郑孝王之子，太宗文皇帝之从父，今上之从祖也。昔绕枢流庆，肇基〇〇，贯月摛神，嗣兴宝籙。齐圣广深之德，既肸向于虞庭；可道非常之教，亦葳蕤于周史。景皇帝功高定霸，珪瓒攸归；郑孝王业盛经邦，舟骥斯在。若殷契之佐夏，景亳终启其祥；喻姬昌之佐酆，镐京乃隆其祚。浮天引派，浚委咸池之源；拂日疏柯，遥披若华之景。王累圣钟美，积德垂裕，辰象陶其粹气，山岳感其英灵。抱义含仁，轹神宫而峻趾；腾文击武，跨仙涧以鸣律。雄姿映彻，逸韵韶举，曲台宣榭，礼乐以成其德；〇宇缁林，诗书以弘其道。寻其轨躅，矫如北唐之驾；窥其隞秘，焕若东山之府。属江都不守，中京圮历，毁椟挻灾，噬骖昭衅。火焚彝器，惊巨燎于炎昆；水覆王舟，扬洪波于沸海。战争方始，乱离云瘼，金刀兴而素灵哭，玉镜隐而黄神吟。王划迹韬光，待时藏器，智周朝野之际，神恬宇宙之间，戢此〇鳞，潜孟诸而未跃；理〇太翼，临扶摇而将举。我高祖太武皇帝抚归运，握祯图，横姬钺，撄轩弧，正倾维于地纽，缔落构于乾枢，掩参郊而大誓，望井域以长驱。及四门允穆，太尉翊〇〇之命；万邦作乂，司空膺〇象之尊。爰以茂亲，用昭缛礼。义宁元年，封安吉郡公，食邑二千户，仍拜太府少卿。俄而天地革运，品物咸亨，则大居宸，履端垂统。黄初受命，载隆御侮之规；太始开元，式降分封之册。武德元年，封襄邑郡王，邑三千户，余如故。转雍州司马。展其骥足，仰叶题舆，屈此鸿材，俯膺持板，德刑具举，宽猛兼济，期月成化，辇毂肃清。于时文轨未同，国步斯阻。西羌煽祸，犹拒奚城之仗；北狄称兵，时引萧关之寇。天子闻鼙轸虑，推毂儜能，将申横野之功，必在光朝之选。乃以王为平道军将，出镇岐州。其年，除稷州诸军事、稷州刺史。俄仪轩戒涂，闰景山之灵雨；建旟临境，翊梦渚之雄风。照以秋阳，流之冬爱，坐棠所以垂咏，伐枳于是兴谣。四年，除并汾寿辽太榆七州诸军事、并州总管。以善政，入为太府卿，加右光禄大夫、检校兵部尚书。大哉元气，制之者鼎臣；赫矣天台，参之者国器。六林膺务，八座分司，蜀剑骇其光芒，郑履腾其声实。固已道高损益，效彰出纳者焉。九年，除使持节大都督扬润常和楚方滁七州、寿苏越括歙宣舒循泉九州都督诸军事、扬州刺史。连率居综兵之礼，独坐受班条之任，俗变偷生，人无轻死。义阳之牧凉部，威化临边；太原之镇许都，忠谋〇帝。贞观元年，入为将作大匠兼散骑常侍。东园徙〇，藻梲凝华；南郊陪乘，貂珰绚美。神居博敞，无惭百郡之吏；武库纵横，自表一时之杰。寻转宗正卿，余官如故。既而留神系表，探至颐于鸣谦；属想帝先，遵炯诫于知止。赤松可仰，紫艾非荣，岩廊逾峻，屡竭叫阍之请；纶玺载严，未允挂冠之志。王事非饰让，备陈诚恳，有感皇怀，方优散秩，加光禄大夫。岁时朝请，防阁禄赐，并同京官。望极尊荣，居惟爽丽，门施梐枑，地兼山水。云华春菀，登紫台而肆目；月净秋轩，避绮筵而命斝。玳簪恒满，玉树生光，陶陶然不觉万物之为细也。圣上以至仁驭宇，大明践极，丕承景历，率由旧章。载儜宗臣。首命仪台之秩；乃眷尊属，独荷升舆之恩。贞观廿三年，又下诏授开府仪同三司。车同画鹿，服授文鳞，居此达尊，俾其终吉，雍宫执爵，膺乞言之大礼，赢里鸣銮，奉升中之壮观。登天肇梦，夹日成灾，遽切蒿亭之歌，空祝麦丘之寿。以永徽二年五月薨于私第，时年七十三。惟王德包上善，道迈中庸，揭日月之鸿晖，疏风云之逸气，澹乎川镜，嶷然山峙，管龠内严，菁华外发。抑扬贤哲，必蹈功名之轨；枕席丘坟，不求章句之业。孝敬莫极，地义为重，友悌兼资，天伦斯穆，蕴奇略，怀远图，词轶藏牙，艺优摧骼。分麾受律，一剑非其务；酾酒投醪，三军被其德。出莅藩岳，美政洽于萌讴；入司元凯，雅誉光于朝列。观有卮而取则，深惧满盈；听鸣弦而告老，言追闲躅。位邻中穗，敬贤之道不渝；景侧下〇，乐善之心弥固。不夷不惠，非吏非隐，含元自守，居荣待终。所谓皇室之羽仪，鼎门之标榜者矣。而电惊虚牖，瞻驷影而不留；星沉德门，托龙光而遂远。悲夫！以永徽二年岁次辛亥十月庚寅朔八日丁酉，诏陪葬于献陵，赠司空、使持节都督荆硖岳朗四州诸军事，并赐东园秘器，仪仗送至墓所。先是，主上举哀于别次，礼也。子少府监、柱国、临川县公德懋；凤州刺史、广川县公义范；怀州刺史、上柱国文暕等，并擢秀藩枝，自分华于棣屏；呈材邦干，方演庆于槐庭。而穷慕艰情，随霜露而弥积；庶光猷懿范，将日月以曾悬。故旌美玄庐，图芳翠琬，俾夫峰颓岘曲，寄沉石以流芳；室毁滕城，儜金生而表绚。其词曰：

岩岩崇构，緜緜茂绪。祥叶寿丘，祉光华渚。地德攸荐，庆灵斯儜。天秩逾繁，人英克举。其一。

肇〇磐石，大启维城。藩枝表式，〇萼标荣。地隆芃蒋，道茂闲平。惟良缉誉，乐善驰声。其二。

驭俗垂范，威连作镇。惠政霜明，德间雷震。玉府崇博，紫机严峻。列岳弘风，括河疏润。其三。

无私逾洽，圣泽弥深。缅惟贤〇，遐览〇箴。辞荣褫玉，诫满捐金。贞风有励，雅俗攸钦。其四。

凤邸临年，猿岩警曙。轩盖盈列，歌钟在御。寒菊浮香，春荑柳絮。四美攸极，百龄多豫。其五。

川惊箭水，景迫轮曦。玉摧梁竹，〇落唐椅。庭滋带草，流涸书思。寂寥陈迹，仿佛崇规。其六。

地迩文园，茔通神阙，梓庭杳霭，松阡芜没。寒木啼风，荒坟思月。琬字无昧，金声靡歇。其七。

## 子孙
李神符生有七子：李仁鑑、李德懋、李義範、李文暕、李文举等，武德初年，全部封为郡王，后依例降封县公。
- 李仁鑑，广宗郡公
  - 李某
    - 李猷，中书舍人
- 李德懋，臨川郡公、刑部尚書
  - 李思齐，左卫将军
    - 李知贤，鄜城令
      - 李模，司农卿，谥敬
        - 李词，太子宾客、守散骑常侍
          - 李颢钧，吏部郎中

        - 李话，将作监
        - 李谞，明州刺史
          - 李从规，左谏议大夫
          - 李从矩，怀州刺史
          - 李从毅，字仁卿，检校刑部郎中
            - 李竦，字特卿

          - 李从晦，字含章，兴元节度使、检校工部尚书
            - 李伸，国子监主簿
            - 李俶，司农寺主簿
            - 李擢，字大用
            - 李拙，成都府参军
            - 李招
            - 李择，字仁表，尚书右丞

          - 李从乂，太常卿，赠礼部尚书
            - 李濬沖，右拾遗
            - 李濬源，检校户部员外郎
            - 李润甫，太子左庶子
              - 李敬愉，左谏议大夫
                - 李仁峤，试协律郎
                - 李仁峻，弘文馆校书郎
                  - 李惟邈

              - 李敬悦，大理司直
                - 李昌忠
                - 李昌岳，摄泉州衙推
                  - 李惟植

                - 李昌屿
                  - 李梨

            - 李琡，字德昭，嫁孟启

          - 李从师，太子左赞善大夫
          - 李从吉，江陵少尹
          - 李从方，太子左庶子
          - 李从贞，宗正少卿
          - 李从实，咸阳县尉、史馆修撰

        - 李诲，福建观察使

    - 李知道，左卫长史
      - 李昌源，邓州别驾
        - 李开，河中府同录
          - 李弘休，監察御史
          - 李寘，亳州司仓参军
            - 李公绰，字有裕，检校屯田员外郎
              - 李裴老
              - 李沙儿

            - 李官郎
            - 李荣贵

        - 李闬，累赠工部侍郎

  - 李思温，襄州别驾、监门卫郎将、东京副留守
    - 李芳，仪王府谘议
      - 李怡，虔王府长史
        - 五子

    - 李公
      - 李萼，左千牛、京兆府折冲、右率府郎将

  - 李思行，右卫郎将
  - 法琬，宣化寺尼姑
- 李義範，广川郡公
  - 李暹，灵州刺史，袭广川郡公
    - 李朝，成纪令
      - 李仪，寻阳丞
        - 李丛，湖南观察使、检校右散骑常侍
          - 李良史，伊阳丞
          - 李彬，国子广文春秋博士
          - 李真，湖州录事参军
            - 李弘乂，字大能，济源尉
              - 李虯
              - 李乾
              - 李胤

            - 李文徽

        - 李翦，常州刺史
- 李文举
  - 李仲思，安平公、国子祭酒
    - 李溥，河西县令
      - 李迳，太谷县令

  - 李言思，宗正少卿
  - 李华，兵部郎中
- 李文暕，魏郡公、幽州都督，垂拱年間左遷藤州別駕，不久被杀。
  - 李佺，宗正卿
  - 李挺，殿中监，袭爵魏郡公
    - 李柏，字康，银青光禄大夫、太仆卿，赠太保
      - 李某
      - 李鷾，泽州刺史，赠太子少傅[1]
        - 李周，虢州阌乡丞
        - 李恬，字全真，礼部尚书、太子宾客分司东都
          - 李宗师，湖南团练副使、检校工部员外郎
            - 李瑄，秘书省秘书郎
            - 李璟，漳州刺史
              - 李仁鲁
                - 李铎
                - 李锡
                - 李协
                - 李准
                  - 李用霖

              - 李仁颍，华州文学

            - 李珪，吏部常选
            - 李客儿

          - 李宗长，嘉州刺史
          - 李宗本，李恬第三子，华阴主簿[2]
          - 李宗规，中牟令
          - 李宗初，宣城县主簿
          - 李宗衡，吏部常选
          - 李宗经，吏部常选
          - 李宗文，吏部常选

        - 李尚，台州临海县令
          - 李敬言，扬州六合县令
            - 李行同[3]
            - 李遇
            - 李归郎
            - 李樊老
            - 李献郎

          - 李某，汝州叶县主簿

        - 李逈，道州刺史
        - 李悦，吏部常选
        - 李怡，大理评事、摄监察御史
          - 李宁

      - 李鹤，左卫中郎将
        - 李台，长水令
          - 李靡，南陵令
          - 李庾，字子虔，湖南观察使兼御史大夫
            - 李延泽，衡州刺史

        - 李湘
          - 李郚，澶王府谘议
            - 李某，华原县尉，赠太常丞
              - 李耽，字司明，岭南西道节度观察处置等使兼管领诸军行营兵马、检校工部尚書、使持节邕州诸军事、守邕州刺史
                - 李効，崇文馆校书
                - 李劬，河中府参军
                - 李劭
                - 李劝
                - 李勋
                - 李勍

      - 李䳑
      - 李𪂩
      - 李鴒
      - 李鴋
      - 李鹗
      - 李鹔，滁州刺史
        - 李倨，池州刺史
        - 李程，字表臣，相敬宗，东都留守、检校司徒、彭原郡缪公，赠太保
          - 李廓，徐州节度使
            - 李晝，万年县尉、弘文馆直学士
              - 六子

            - 李弘举
            - 李玄玉

          - 李庇
          - 李庆，太子中允
          - 李庠
          - 李庑，太子通事舍人

        - 李儋，太子洗馬，贈金部郎中[4]
          - 李某
          - 李廡，京兆府戶曹參軍
          - 李縻，永州刺史

    - 李松，字康寿，朝请大夫、行太常寺恭陵令、上柱国、魏郡开国公[5]
      - 李鹏，忠王府参军
      - 李鷃，左清道兵曹参军

  - 李捷，殿中丞，袭魏国公
    - 李坚，虢州刺史
      - 李鹏，盛唐令，贈太傅
        - 李石
        - 李福，字能之，太子太傅，同平章事
          - 李就，太常卿
            - 李彦孙，汴州法曹参军
              - 李佩，正字

          - 李扶
          - 李玩，字成琏，驾部郎中
          - 李黯，监察御史
            - 李昌素

          - 李航，字殷用，监察御史
          - 李涪
            - 李某
              - 李璩

          - 李裔，字修之，随州司马员外置同正员，赠尚书考功郎中[6]
            - 李京郎
            - 李知知

        - 李鞏，怀州刺史
          - 李勍，字德胜，膳部郎中
          - 李棨，太府卿
            - 李颉，字昭升，太常博士、宗正寺修撰
              - 李元龟，字从吉，给事中

        - 李某
          - 李鉅，倉部員外郎，李裔從兄

      - 李䳦
        - 李評，嘉州刺史
          - 李氏（829-861）

## 延伸阅读
[在维基数据编辑]
 《舊唐書·卷60》，出自刘昫《舊唐書》
 《新唐書·卷078》，出自《新唐書》